# フィンスラー・ハドヴィッガーの定理

フィンスラー・ハドヴィッガーの定理

ユークリッド幾何学において、フィンスラー・ハドヴィッガーの定理（フィンスラー・ハドウィガーの定理、フィンスラー・ハドヴィガーのていり、英: Finsler–Hadwiger theorem）とはポール・フィンスラーとヒューゴ・ハドヴィッガーにちなんで名づけられた、正方形に関する定理である。1937年、ハドヴィッガー・フィンスラー不等式とともに発表された。

## 内容
一点Aを共有する正方形ABCDとAB'C'D'について、BD', B'Dの中点をそれぞれE, G、正方形の中心をそれぞれF, Hとする。このとき四角形EFGHは正方形である。

この正方形はフィンスラー・ハドヴィッガーの正方形（Finsler–Hadwiger square）と呼ばれている。フィンスラー・ハドヴィッガーの正方形は四角形BDB'D'のヴァリニョンの平行四辺形で、その同値条件から四角形BDB'D'は2つの対角線の長さが等しい直交対角線四角形である。

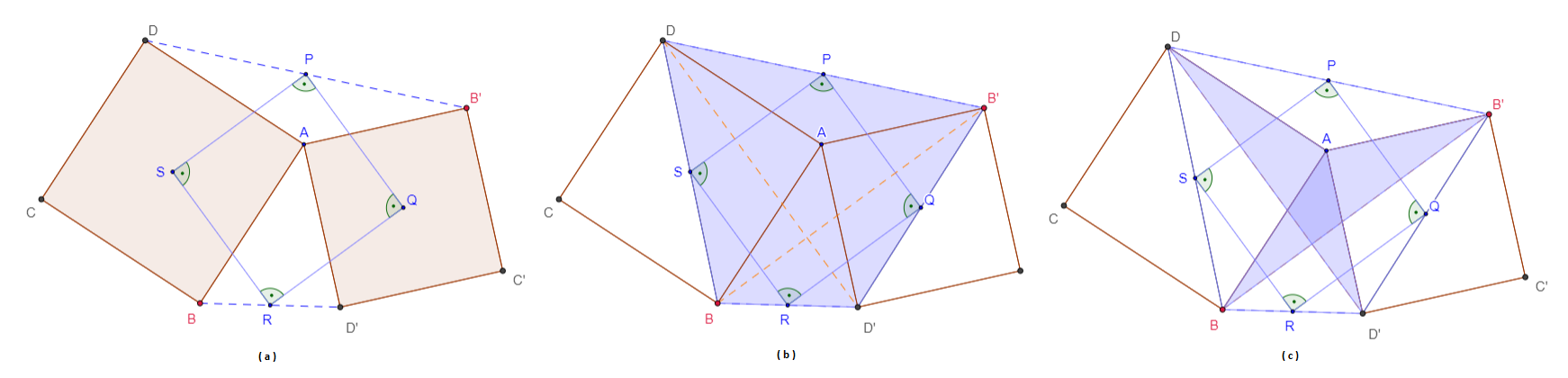
フィンスラー・ハドヴィッガーの定理の証明

## 応用
フィンスラー・ハドヴィッガーの定理を繰り返し用いることで、 ヴァン・オーベルの定理を証明することができる。任意の四角形ABCDについて、それぞれAB, BCを一辺とする外側の正方形のフィンスラー・ハドヴィッガーの正方形、それぞれCD, DAを一辺とする外側の正方形のフィンスラー・ハドヴィッガーの正方形はACの中点を共有することを用いることによって示される。